# Els Tres Turons (Pallejà)
Els Tres Turons és una muntanya de 178 metres que es troba al municipi de Pallejà, a la comarca del Baix Llobregat.